# Li Kaj-fu

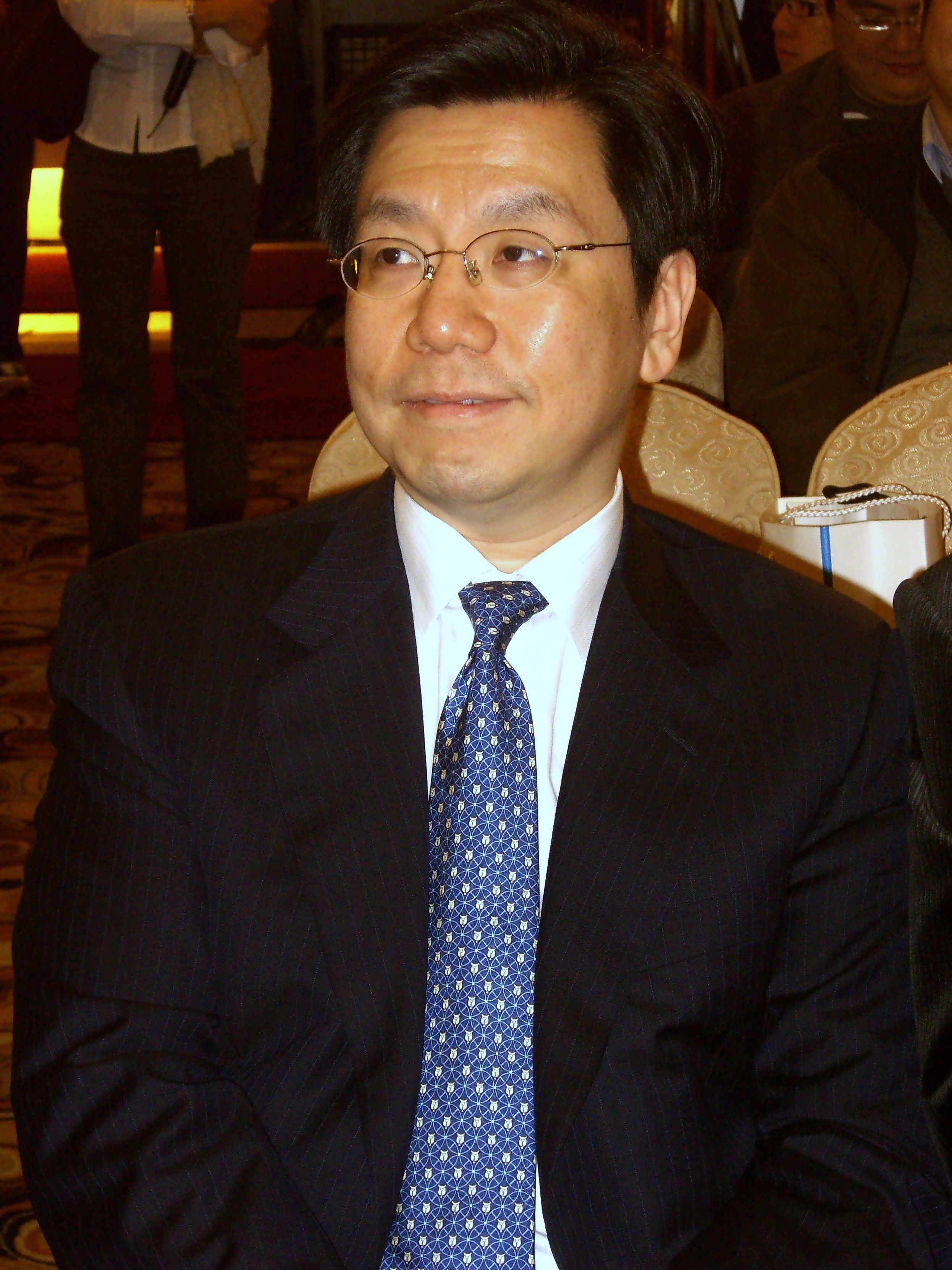
Kai-Fu Lee

Kai-Fu Lee (pinjin: Kāifù) (1961. december 3.) IT szektorban igazgató és számítógépes tudomány kutató, a Google Kína egyik alapítója.
2000-ben a Microsoft cég interaktív szolgáltatásainak elnöke lett, egyéves egyezséget kötött a Microsofttal. Majd 2005-ben a Google és a Microsoft között kirobbant vita miatt a figyelem középpontjába került.
Kai-Fu Lee az egyik legkiemelkedőbb alakja a kínai internetes világnak. Ő alapította a Google Kína leányvállalatot, ahol 2005. júliusától 2009. szeptember 4-éig dolgozott. A blogját rengetegen olvassák, széles körben követik Kínában. Segít a kínai embereknek megvalósítani karrierjeiket az IT szektorban.

## Gyermekkora és ifjúsága
Kai-Fu Lee 1961. december 3-án született Taipeiben, Taiwanon.
Apja, Tien-Min Li történész, aki a törvényhozóként dolgozott a kínai Szecsuanban.
1973-ban, Lee az Amerikai Egyesült Államokba emigrált, Tennessee Oak Ridge középiskolájában végezte tanulmányait. Utána elvégezte a Columbia Egyetemet, ahol Barack Obama az osztálytársa volt. Bachler of Science (BS) diplomát szerzett 1983-ban, majd a Carnegie Mellon Egyetem Ph.D. doktorátusát szerezte meg 1988-ban.

## Akadémiai kutatások
A Carnegie Mellon Egyetemen számítógépes programokon dolgozott. Egy Othello nevű tanulási rendszert fejlesztett, mellyel 1989-ben díjat is nyert egy amerikai versenyen. 1988-ban a doktori disszertációját a Sphinx-ből írta, egy beszéd felismerő rendszert fejlesztett.

## Apple, SGI, és Microsoft
Két év után a Carnegie Mellon egyetemen Kai-Fu Lee kutatóként és fejlesztési vezetőknént dolgozott az Apple-nél 1990-ben. Az Apple cégnél (1990-1996) a R&D csoportnál volt, mely a PlainTalkon és az Apple Newtonon dolgozott, a QuickTime és a QuickTime VR néhány verzióját ő fejlesztette.
A Silicon Graphics céghez ment dolgozni 1996-ban, ahol egy évet töltött a VRML divízió vezetőjeként.
1998-ban a Microsofthoz került és Pekingbe, Kínába ment, ahol egy kutatócsoportot hozott létre, mely a MSR Asia nevet kapta. Kai-Fu Lee visszatért az Amerikai Egyesült Államokba 2000-ben és a Microsoftnál interaktív szolgáltatási részlegnek volt a vezetője 2000-től 2005-ig.

## Microsoft-tól a Googlehez megy, majd saját vállalkozásba kezd
2005 júliusában Kai-Fu Lee elhagyta a Microsoftot, és a Google cégnél kezdett dolgozni.
2005. július 19-én a Microsoft beperelte a Google-t és Kai-Fu Leet Washingtonban. 2005. december 22-én, mielőtt az ügyben tárgyalásra került volna sor, a Google és a Microsoft bejelentette, hogy megegyeztek, rendezték az öt hónapja folyó ügyet. 2006 januárja után Kai-Fu Lee a Google-nak dolgozott Kínában.
Kai-Fu Lee segített a Google Kína megalapításában és felügyelte a cég növekedését. Ő volt a felelőse a Google.cn regionális weboldalnak, erősítette a mérnöki és tudományos csapatot. 2009. szeptember 4-én kilépett a Google-től, hogy saját vállalkozásba kezdjen.
Jelenleg Boon-Lock Yeo dolgozik a Google Sanghaj mérnöki irodájában. John Liu értékesítéssel foglalkozik.

## Innováció
2009. szeptember 7-én bejelentette egy 115 millió dolláros alap kutatási, fejlesztési célkitűzéseinek részleteit. A vállalkozás felkeltette több befektető érdeklődését, köztük van Steve Chen a YouTube és a Foxconn alapítója.